# Nieul (tổng)
Tổng Nieul là một tổng của Pháp tọa lạc tại tỉnh Haute-Vienne trong vùng Nouvelle-Aquitaine.

## Địa lý
Tổng này được tổ chức xung quanh Nieul trong quận Limoges. Độ cao khu vực này là 220 m (Veyrac) đến 481 m (Chaptelat) độ cao trung bình trên mực nước biển là 322 m.

## Hành chính
| Giai đoạn | Ủy viên          | Đảng | Tư cách           |
| --------- | ---------------- | ---- | ----------------- |
| 2008-     | Nancette Mazière | ADS  | Thị trưởng Veyrac |

## Phân chia đơn vị hành chính
Tổng Nieul được chia thành 6 xã và khoảng 8 300 người (điều tra dân số năm 1999 không tính trùng dân số).
| Xã            | Dân số | Mã bưu chính | Mã insee |
| ------------- | ------ | ------------ | -------- |
| Chaptelat     | 1 465  | 87270        | 87038    |
| Nieul         | 1 350  | 87510        | 87107    |
| Peyrilhac     | 1 069  | 87510        | 87118    |
| Saint-Gence   | 1 489  | 87510        | 87143    |
| Saint-Jouvent | 1 388  | 87510        | 87152    |
| Veyrac        | 1 539  | 87520        | 87202    |

## Thông tin nhân khẩu
| 1962                                                     | 1968  | 1975  | 1982  | 1990  | 1999  |
| -------------------------------------------------------- | ----- | ----- | ----- | ----- | ----- |
| 4 865                                                    | 5 119 | 5 120 | 6 560 | 7 645 | 8 300 |
| Nombre retenu à partir de 1962 : dân số không tính trùng |       |       |       |       |       |